# Присурский
Присурский — посёлок в Большеберезниковском районе Мордовии. Входит в состав Большеберезниковского сельского поселения.

## История
В 1987 г. указом ПВС РСФСР посёлку МТС присвоено наименование Присурский.

## Население
| 2002 | 2010 |
| ---- | ---- |
| 226  | ↗251 |